# William Daniels

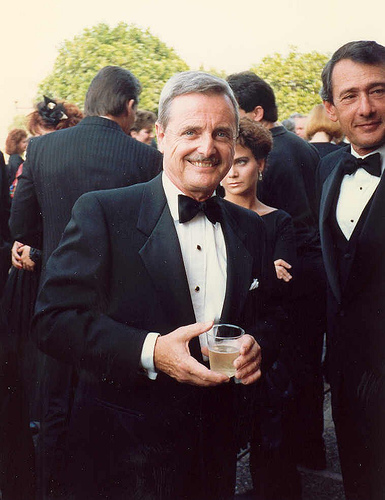
William Daniels (1987)

William David Daniels (* 31. März 1927 in Brooklyn, New York City, New York) ist ein US-amerikanischer Schauspieler und ehemaliger Präsident der US-amerikanischen Schauspielergewerkschaft.

## Leben und Wirken

### Frühe Jahre
Daniels machte seine ersten Erfahrungen im Showbusiness bereits im frühen Kindesalter als Sänger und Tänzer an der Seite seiner Schwestern Jacqueline und Carol. Neben Radioauftritten traten die Geschwister bald auch in Kindersendungen im Fernsehen auf. Als Jugendlicher wurde Daniels vom Autor Howard Lindsay gefördert, auf dessen Empfehlung er nach dem Schulabschluss ein Studium der Darstellenden Künste an der Northwestern University in Evanston, Illinois aufnahm und 1949 erfolgreich abschloss. Zusätzlich besuchte er Lee Strasbergs renommiertes Actors Studio.

### Bühne
Über viele Jahrzehnte hinweg trat Daniels immer wieder als Schauspieler, Sänger und Tänzer am New Yorker Broadway, am Off-Broadway sowie auf Tourneebühnen auf. Er spielte Charakterrollen wie die des Jimmy Porter in Edward Albees Blick zurück im Zorn, die des Albert Amundsen in Herb Gardners Tausend Clowns und die des Brick in Tennessee Williams’ Die Katze auf dem heißen Blechdach, wofür er vom Autor persönlich ausgesucht wurde. Seine Darstellung des Peter in der ersten US-amerikanischen Produktion von Albees Die Zoogeschichte brachte ihm 1960 sowohl den Obie als auch den Clarence Derwent Award ein. Großen Erfolg erreichte er auch 1969 mit seiner Darstellung von John Adams im Musical 1776 von Sherman Edwards und Peter Stone. Insgesamt 954 Mal verkörperte er den ersten US-amerikanischen Vizepräsidenten am Broadway sowie 1972 in der gleichnamigen Filmfassung des Musicals.

### Film und Fernsehen

#### Kinofilme
Im Jahr 1963 gab Daniels sein Spielfilmdebüt im Antikriegsfilm Ladybug Ladybug. In seiner über vier Jahrzehnte umfassenden Filmkarriere spielte er in Produktionen wie Mike Nichols’ Die Reifeprüfung (als Vater des nur zehn Jahre jüngeren Dustin Hoffman), Stanley Donens Drama Zwei auf gleichem Weg, der Krimi Der Dritte im Hinterhalt (mit James Garner als Philip Marlowe), Carl Reiners Komödien Oh, Gott! und Das charmante Großmaul, dem Abenteuerfilm Die blaue Lagune, Warren Beattys Oscar-prämiertem Drama Reds sowie Blake Edwards’ Komödie Blind Date – Verabredung mit einer Unbekannten mit Bruce Willis und Kim Basinger in den Hauptrollen.

#### Chefarzt Dr. WestphallundDas Leben und Ich
Einem breiten Publikum wurde Daniels jedoch vor allem durch seine Fernsehrollen bekannt: Bereits 1967 erhielt er die Hauptrolle als Superheld in der kurzlebigen Fantasy-Serie Das Geheimnis der blauen Tropfen. Von 1982 bis 1988 schließlich verkörperte er den scharfzüngigen, aber liebenswerten Arzt Dr. Mark Craig in der Fernsehserie Chefarzt Dr. Westphall. Diese Darstellung brachte Daniels insgesamt fünf Nominierungen für den Emmy ein. Zweimal konnte er die begehrte Trophäe mit nach Hause nehmen. Zusätzlich wurde ihm in zwei aufeinander folgenden Jahren der Viewers for Quality Television Award für diese Rolle verliehen. Daneben war er zeitweilig für die Serie auch als Regisseur tätig.
Eine bislang letzte große Serienrolle übernahm Daniels 1993 als Mr. George Feeny, stets korrekter Schuldirektor und ebenso hilfsbereiter Nachbar der jugendlichen Hauptfigur, in der Sitcom Das Leben und Ich, die bis zum Jahr 2000 produziert wurde. In der Fortsetzung der Serie unter dem Titel Das Leben und Riley repräsentierte er diese Rolle ab 2014 erneut in fünf Folgen.

#### Sprechrollen und Gastauftritte
Außerdem arbeitete Daniels regelmäßig als Sprecher für Zeichentrickcharaktere, so etwa in den Serien Die Simpsons und Kim Possible. Einem englischsprachigen Publikum ist seine Stimme aber vor allem durch die Serie Knight Rider bekannt, für die er zwischen 1982 und 1986 sowie abermals in einem Fernsehfilm 1991 dem Wunderauto K.I.T.T. seine Stimme lieh.
Daneben absolvierte er zahlreiche Gastauftritte in Fernsehserien wie Quincy, Der unglaubliche Hulk, King of Queens, Scrubs – Die Anfänger, Boston Legal, The Closer und Grey’s Anatomy.

### Screen Actors Guild
Ende der 1990er Jahre engagierte sich Daniels zunehmend bei der US-amerikanischen Schauspielergewerkschaft Screen Actors Guild, deren Vorsitz er von 1999 bis 2001 innehatte. In diese Zeit fiel unter anderem ein Schauspieler-Streik, der mit positivem Ergebnis für die Gewerkschaftsmitglieder beendet werden konnte.

## Privatleben

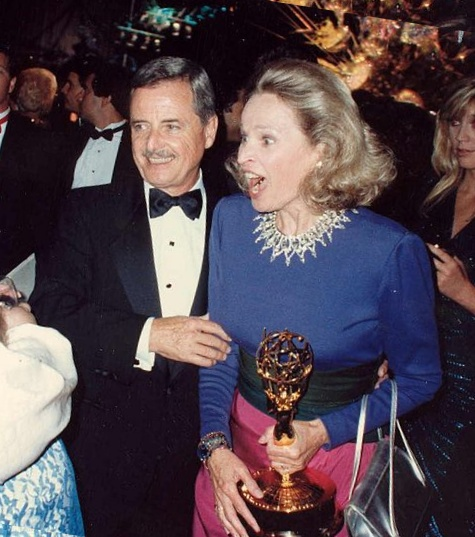
William Daniels und seine Ehefrau Bonnie Bartlett (1987)

Seit 1951 ist Daniels mit seiner Schauspielkollegin Bonnie Bartlett verheiratet, die auch in Film- und Fernsehproduktionen mehrfach seine Ehefrau verkörperte (Chefarzt Dr. Westphall). Das Paar hat zwei Söhne, von denen der eine als Opernsänger, der andere als Künstler arbeitet.

## Auszeichnungen
- 1960: Obie Award für Die Zoogeschichte
- 1960: Clarence Derwent Award
- 1985: Emmy als bester Hauptdarsteller in einer Drama-Serie für Chefarzt Dr. Westphall
- 1986: Emmy als bester Hauptdarsteller in einer Drama-Serie für Chefarzt Dr. Westphall
- 1986/1987: Viewers for Quality Television Award als bester Schauspieler in einer qualitativ hochwertigen Drama-Serie für Chefarzt Dr. Westphall

Zudem vergibt die Northwestern University alljährlich die William Daniels Awards (kurz „Willies“) für die jeweils besten Leistungen in Schauspiel, Regie und Choreographie der auf dem Campus gezeigten Inszenierungen.

## Filmografie (Auswahl)
- 1961/1962: Gnadenlose Stadt (Naked City; Fernsehserie, zwei Folgen)
- 1962/1964: Preston & Preston (The Defenders, Fernsehserie, zwei Folgen)
- 1963: Ladybug Ladybug
- 1965: Tausend Clowns (A Thousand Clowns)
- 1967: … jagt Dr. Sheefer (The President’s Analyst)
- 1967: Zwei auf gleichem Weg (Two for the Road)
- 1967: Die Reifeprüfung (The Graduate)
- 1967: Das Geheimnis der blauen Tropfen (Captain Nice)
- 1969: Der Dritte im Hinterhalt (Marlowe)
- 1972: 1776 – Rebellion und Liebe (1776)
- 1974: Zeuge einer Verschwörung (The Parallax View)
- 1976–1980: Quincy (Fernsehserie, drei Folgen)
- 1977: Schwarzer Sonntag (Black Sunday)
- 1977: Oh Gott … (Oh God!)
- 1978: Das charmante Großmaul (The One and Only)
- 1980: Die blaue Lagune (The Blue Lagoon)
- 1981: Reds
- 1981: Jede Nacht zählt (All Night Long)
- 1982: Hart aber herzlich (Hart to Hart, Folge Die Zinnoberrote)
- 1982: Probe für einen Mord (Rehearsal for Murder)
- 1982–1986: Knight Rider (Fernsehserie, 84 Folgen)
- 1982–1988: Chefarzt Dr. Westphall (St. Elsewhere, Fernsehserie, 137 Folgen)
- 1987: Blind Date – Verabredung mit einer Unbekannten (Blind Date)
- 1987: Das Mädchen mit den Wunderhölzern (The Little Match Girl)
- 1989: Ninas Alibi (Her Alibi)
- 1991: Knight Rider 2000 (Fernsehfilm)
- 1992: Zurück auf die Straßen von San Francisco (Back to the Streets of San Francisco, Fernsehfilm)
- 1993–2000: Das Leben und Ich (Boy Meets World, Fernsehserie, 158 Folgen)
- 2004: King of Queens (The King of Queens, Fernsehserie, eine Folge)
- 2007: Die Eisprinzen (Blades of Glory)
- 2008: Boston Legal (Fernsehserie, eine Folge)
- 2012: Grey’s Anatomy (Fernsehserie, fünf Folgen)
- 2014–2017: Das Leben und Riley (Girl Meets World, Fernsehserie, fünf Folgen)
- 2020: Superintelligence (Stimme)